# I’m Gonna Be Alright
Az I'm Gonna Be Alright/I'm Gonna Be Alright (Track Masters Remix), Jennifer Lopez harmadik kislemeze a J to tha L-O!: The Remixes albumáról melyet közösen énekel Nasal. A dalnak van még egy remix változata ahol az amerikai énekesnő közösen énekel 50 Centel.

## Változatok és formátumok
amerikai duplalemez A-oldal Alive kislemez
1. I'm Gonna Be Alright (Track Masters Remix ft. Nas) – 2:52
2. I'm Gonna Be Alright (Track Masters Remix) – 3:14
3. I'm Gonna Be Alright (Track Masters Remix Instrumental) – 3:14
4. Alive (Thunderpuss Club Mix) – 8:51
5. Alive (Thunderpuss Tribe-A-Pella) – 7:50

európai duplalemez A-oldal Walking on Sunshine kislemez
1. I'm Gonna Be Alright (Track Masters Remix ft. Nas) – 2:52
2. I'm Gonna Be Alright (Track Masters Remix) – 3:14
3. Walking on Sunshine (Metro Remix) – 5:50
4. I'm Gonna Be Alright (Track Masters Remix ft. Nas) (videóklip)

európai kislemez
1. I'm Gonna Be Alright (Track Masters Remix ft. Nas) – 2:52
2. I'm Gonna Be Alright (Track Masters Remix) – 3:14

ausztrál kislemez
1. I'm Gonna Be Alright (Track Masters Remix ft. Nas) – 2:52
2. I'm Gonna Be Alright (Track Masters Remix) – 3:14
3. Pleasure Is Mine – 4:17
4. No Me Ames (Pablo Flores Club Remix) (ft. Marc Anthony) – 4:34

## Helyezések
| Országok                       | Csúcspozició |
| ------------------------------ | ------------ |
| Ausztrál kislemezlista         | 16           |
| Osztrák kislemezlista          | 25           |
| Belga kislemezlista (Flandria) | 9            |
| Belga kislemezlista (Vallónia) | 26           |
| Kanadai kislemezlista          | 29           |
| Dán kislemezlista              | 9            |
| Holland kislemezlista          | 9            |
| Európai Hot 100 kislemezlista  | 5            |
| Finn kislemezlista             | 18           |
| Francia kislemezlista          | 12           |
| Német kislemezlista            | 6            |

| Országok                             | Csúcspozició |
| ------------------------------------ | ------------ |
| Magyar (Mahasz) kislemezlista        | 8            |
| Ír kislemezlista                     | 13           |
| Olasz kislemezlista                  | 24           |
| Új-Zélandi kislemezlista             | 30           |
| Norvég kislemezlista                 | 10           |
| Svéd kislemezlista                   | 22           |
| Svájci kislemezlista                 | 4            |
| Brit kislemezlista                   | 3            |
| U.S. Billboard Hot 100               | 10           |
| U.S. Billboard Hot R&B/Hip-Hop Songs | 32           |

### Minősítések
| Ország     | Tanusitó | Minősítés | Értékesítés |
| ---------- | -------- | --------- | ----------- |
| Ausztrália | ARIA     | Arany     | 35,000      |

## Fordítás
Ez a szócikk részben vagy egészben  az   I'm Gonna Be Alright című angol Wikipédia-szócikk fordításán alapul.  Az eredeti cikk szerkesztőit annak laptörténete sorolja fel. Ez a jelzés csupán a megfogalmazás eredetét és a szerzői jogokat jelzi, nem szolgál a cikkben szereplő információk forrásmegjelöléseként.